# Titularbistum Metellopolis
Metellopolis (ital.: Metellopoli) ist ein Titularbistum der  römisch-katholischen Kirche.
Es geht zurück auf einen untergegangenen Bischofssitz in der gleichnamigen antiken Stadt in der kleinasiatischen Landschaft Phrygien (heute westliche Türkei), die in der Spätantike politisch der römischen Provinz Phrygia Pacatiana zugehörig war. Er gehörte der Kirchenprovinz Hierapolis in Phrygia an. 
| Titularbischöfe von Metellopolis |                                 |                                                             |                    |                    |
| Nr.                              | Name                            | Amt                                                         | von                | bis                |
| 1                                | Ignace Cotolendi                | Apostolischer Vikar von Kiangnan (China)                    | 20. September 1660 | 16. August 1662    |
| 2                                | Louis Laneau MEP                | Apostolischer Vikar von Siam (Thailand)                     | 4. Juli 1669       | 16. März 1696      |
| 3                                | Angelo Francesco Vigliotti OCD  | Apostolischer Vikar von Malabar (Indien)                    | 20. Februar 1700   | 16. Oktober 1712   |
| 4                                | Johann Joachim Hahn             | Weihbischof in Mainz mit Sitz in Erfurt (Deutschland)       | 5. Dezember 1718   | 12. April 1725     |
| 5                                | Oliver-Simon Le Bon MEP         | Apostolischer Vikar von Siam (Thailand)                     | 22. August 1764    | 27. Oktober 1780   |
| 6                                | Arnaud-Antoine Garnault MEP     | Apostolischer Vikar von Siam (Thailand)                     | 10. März 1786      | 4. März 1811       |
| 7                                | Hl. Étienne-Théodore Cuenot MEP | Apostolischer Vikar von Cochin (Vietnam)                    | 9. September 1831  | 14. November 1861  |
| 8                                | Anđeo Kraljević                 | Apostolischer Vikar der Herzegowina                         | 9. Dezember 1864   | 27. Juli 1879      |
| 9                                | Roberto Menini OFMCap           | Apostolischer Vikar von Sofia-Plowdiw (Bulgarien)           | 30. Januar 1880    | 19. Mai 1885       |
| 10                               | Casimir Vic CM                  | Apostolischer Vikar von Ost-Kiangsi (China)                 | 11. September 1885 | 2. Juni 1912       |
| 11                               | James Jordan Carroll            | emeritierter Bischof von Nueva Segovia (Philippinen)        | 26. Oktober 1912   | 4. April 1913      |
| 12                               | William Keatinge                | Apostolischer Vikar im Militärordinariat von Großbritannien | 30. Oktober 1917   | 21. Februar 1934   |
| 13                               | Bernhard Gerhard Hilhorst CSSp  | Apostolischer Vikar von Bagamoyo (Tansania)                 | 26. Februar 1934   | 25. März 1953      |
| 14                               | Jean Eugène Gabriel Davis CSSp  | Apostolischer Vikar von Majunga (Tansania)                  | 21. Februar 1954   | 14. September 1955 |
| 15                               | Stefan László                   | Apostolischer Vikar von Burgenland (Österreich)             | 20. September 1956 | 14. Oktober 1960   |
| 16                               | Amedeo Polidori                 | emeritierter Bischof von Fossombrone (Italien)              | 2. Februar 1961    | 21. August 1971    |